# Hatten
Hatten ist eine Gemeinde im Landkreis Oldenburg in Niedersachsen mit etwa 14.000 Einwohnern. Sitz der Gemeinde ist Kirchhatten.

## Geographie

### Geographische Lage
Hatten befindet sich am Nordwestrand des Naturparks Wildeshauser Geest vom Oldenburger Stadtrand bis etwa 15 km (Luftlinie) südöstlich von Oldenburg und breitet sich mit seinen Ortsteilen, die teils inner- bzw. außerhalb des Naturparks liegen, östlich der Osenberge aus.

### Gemeindegliederung
Die Gemeinde Hatten besteht aus folgenden elf Bauerschaften und Dörfern:
| - Bümmerstede-Ost - Dingstede - Hatterwüsting I und II - Kirchhatten I, II und III - Munderloh - Sandhatten | - Sandkrug I, II und III - Sandtange - Schmede - Streekermoor I und II - Tweelbäke-Ost |

### Nachbargemeinden
Die Gemeinde Hatten (Oldb.) liegt südöstlich von Oldenburg, südwestlich von Hude, westlich von Ganderkesee, nördlich von Dötlingen, nordnordöstlich von Großenkneten und östlich von Wardenburg.

## Geschichte
Hatten oder auch Kirchhatten wurde als „Hatho“ erstmals im Jahre 860 urkundlich erwähnt.
„Hatho“ ist vom altdeutschen Hathus oder Hadu abgeleitet. Die Bedeutung lautet übersetzt „Krieg, Gott des Kriegsglücks und glücklicher Kämpfer“.

## Politik

### Gemeinderat
Der Rat der Gemeinde Hatten besteht aus 30 Ratsfrauen und Ratsherren. Die 30 Ratsmitglieder werden durch eine Kommunalwahl für jeweils fünf Jahre gewählt. Die aktuelle Amtszeit begann am 1. November 2021 und endet am 31. Oktober 2026.
Stimmberechtigt im Gemeinderat ist außerdem der hauptamtliche Bürgermeister Guido Heinisch.
Die letzte Kommunalwahl am 12. September 2021 ergab das im Folgenden aufgelistete Ergebnis. Die Wahlbeteiligung bei dieser Kommunalwahl lag bei 66,6 %:. Bei der vorherigen Kommunalwahl am 11. September 2016 lag sie bei 59,33 %.
| Partei         | Stimmenanteil | Änderung zum Vorjahr | Sitze |
| -------------- | ------------- | -------------------- | ----- |
| CDU            | 22,75 %       | −0,15 %              | 4     |
| SPD            | 29,85 %       | −8,25 %              | 9     |
| B90/Die Grünen | 20,69 %       | +8,12 %              | 6     |
| FDP            | 15,92 %       | +1,45 %              |       |
| AfD            | 4,05 %        | +4,05 %              |       |
| UWG            | 1,59 %        | +1,12 %              |       |
| Die Linke      | 3,11 %        | +0,15 %              |       |
| Freie Wähler   | 2,03 %        | +0,45 %              | 3     |

### Bürgermeister
Bei den letzten Bürgermeisterwahlen am 12. September 2021 traten insgesamt sechs Kandidaten in der Gemeinde Hatten an. In der Stichwahl am 26. September 2021 wurde Guido Heinisch zum hauptamtlichen Bürgermeister gewählt. Bei der Stichwahl erhielt Heinisch 58,78 % der Stimmen, sein Gegenkandidat Bastian Ernst (CDU) 41,22 %. Die Wahlbeteiligung lag bei 71,04 %. Heinisch trat sein Amt zum 1. November 2021 an und löste den seit 2014 amtierenden Bürgermeister Christian Pundt ab. Guido Heinisch hat in 36 Berufsjahren unterschiedliche Funktionen bei der Bundeszollverwaltung ausgeübt (u. a. Pressesprecher, Betriebsprüfer, Innenrevisor und nebenamtlicher Dozent).

### Wappen
Das Wappen der Gemeinde Hatten zeigt zu Füßen von zwei Tannen den Oldenburger Grafenschild mit zwei waagerechten roten Streifen auf gelben (goldenem) Grund nach dem ältesten Wappen der Grafen von Oldenburg und Wildeshausen und darüber die aus demselben Wappen entnommene stilisierte Rose.

### Flagge
Die Flagge der Gemeinde Hatten zeigt auf gelbem und grünem Tuch das Gemeindewappen.

### Gemeindepartnerschaften
Hatten (Oldb.) pflegt Partnerschaften mit den Gemeinden
- Auvers-le-Hamon in der Region Pays de la Loire (Frankreich), seit 1980
- Machatschkala in Dagestan (Russland), seit 1989
- Hatten (Bas-Rhin) im Elsass (Frankreich), seit 1990

Weiterhin bestehen seit 1990 partnerschaftliche Kontakte zu den deutschen Gemeinden und Ortschaften
- Bad Sulza in Thüringen
- Hoym in Sachsen-Anhalt
- Zwenkau in Sachsen
- Burg (Spreewald) in Brandenburg
- Sandkrug in Chorin, Brandenburg
- Leißling in Sachsen-Anhalt

## Wirtschaft und Infrastruktur
Durch den Ortsteil Sandkrug verläuft die Bahnstrecke Oldenburg–Osnabrück. Dort verkehren stündlich, zu Hauptverkehrszeiten halbstündlich, Züge der NordWestBahn. Die Gemeinde ist durch die Autobahnanschlüsse Hatten (A28 Oldenburg-Bremen) und Sandkrug (A29 Oldenburg-Dreieck Ahlhorner Heide) erschlossen.
Die beiden Grundzentren Sandkrug und Kirchhatten sind staatlich anerkannte Erholungsorte, in der die Naherholung einen großen Stellenwert genießt.
In der Gemeinde Hatten liegen außerdem zwei Golfplätze und ein Freizeitzentrum mit Campingplatz und Freibad, Kletterwald, BMX-Bahn, Tennisplätzen, Basketballplatz und Beachvolleyballplätzen. 
Die Golfplätze werden von den folgenden Golfclubs betrieben:
- Golfclub Hatten e. V.[10]
- Golfclub Oldenburger Land[11]

Weiterhin ist im Ortsteil Sandtange ein Flugplatz für Privatfliegerei vorhanden, auf dem der Club der Flieger (CdFO) ansässig ist. Er kümmert sich um die Belange der Privatfliegerei. 
Das Barneführer Holz, das von der Hunte durchflossen wird, ist ein großer alter Wald.

## Bildung
Die Waldschule Hatten war eine der ersten Schulen in Niedersachsen, an der Tablet-PCs im Unterricht eingesetzt wurden.

## Kultur und Sehenswürdigkeiten

### Naturdenkmäler
- Eiche bei Dingstede mit einem Brusthöhenumfang von 7,05 m (2016).[13]

## Sport
2021 bewarb sich die Gemeinde als Host Town für die Gestaltung eines viertägigen Programms für eine internationale Delegation der Special Olympics World Summer Games 2023 in Berlin. 2022 wurde sie als Gastgeberin für Special Olympics Nordmazedonien ausgewählt. Damit wurde sie Teil des größten kommunalen Inklusionsprojekts in der Geschichte der Bundesrepublik mit mehr als 200 Host Towns.

## Persönlichkeiten

### Söhne und Töchter der Gemeinde
- Anton I. von Aldenburg (1633–1680), Reichsgraf und Statthalter der Grafschaften Oldenburg und Delmenhorst
- Heinrich Georg Diedrich Willers (1857–1907), Kunstmaler und Dorfpoet
- Hermann von Wicht (1879–1942), evangelischer Theologe
- Heinrich Lankenau (1891–1983), Polizeigeneral, SS-Gruppenführer
- Peter Suhrkamp (1891–1959), Verleger

### Personen, die mit der Gemeinde verbunden sind
- Eilert Tantzen (1929–2012), Forstmann, Gemeinde- und Kreispolitiker (FDP), Naturschützer und Genealoge, war langjährig Mitglied des Gemeinderates, Hatter Kreistagsabgeordneter sowie Bürgermeister.